# Piłka ręczna na Letnich Igrzyskach Olimpijskich 2024 – składy mężczyzn
Artykuł grupuje składy męskich reprezentacji narodowych w piłce ręcznej, które wystąpiły w męskim turnieju rozegranym w ramach Letnich Igrzysk Olimpijskich 2024 w Paryżu.
Szerokie składy zostały ogłoszone 11 czerwca 2024 roku.

## Grupa A

### Chorwacja
Źródło

### Hiszpania
Źródło

### Japonia
Źródło

### Niemcy
Źródło

### Słowenia
Źródło

### Szwecja
Źródło

## Grupa B

### Argentyna
Źródło

### Dania
Źródło

### Egipt
Źródło

### Francja
Źródło

### Norwegia
Źródło

### Węgry
Źródło